# 디스인챈트

디스인챈트 (Disenchantment)는 미국의 판타지 시트콤 애니메이션이다. 미국 폭스 채널에서 방영되는 심슨 가족과 퓨처라마로 유명한 맷 그로닝이 제작을 맡았으며, 이번에는 넷플릭스 오리지널 작품으로 공개되었다. 현재까지 총 20화 분량이 예정되어 있으며, 그 중에서 처음 10편은 2018년 8월 17일에 처음 공개되었다. 이후 인기가 좋아 원래 예정된 20화에서 더 연장하고 있다.
이 작품의 무대는 중세의 드림랜드라는 판타지 왕국으로, 반항적인 술고래 공주 '빈' (Bean)과 순진한 엘프 친구 '엘포' (Elfo), 그리고 빈의 전용 악마인 '루시' (Luci)의 이야기를 다루고 있다. 영어판 성우로는 애비 제이콥슨, 에릭 앤드레, 냇 팩슨, 존 디마지오, 트레스 맥네빌, 맷 베리 등이 참여하였으며, 한국어 더빙은 되지 않았다.

## 이야기

### 1부
공주 임무는 전화하지만, 그녀는 술을 마시고 싶어 해요.자유분방한 콩은 왕이 마귀와 요정 물갈퀴로 난동을 부리자 왕에게 짜증을 낸다.

### 2부
영락없는 콩공주는 지옥을 헤쳐나가 친구를 구하고, 신비로운 운명을 배우고, 아버지의 나라를 회복하는 데 도움을 준다.

### 3부
왕실의 음모, 심화되고 있는 미스터리, 그리고 쇠그 왕의 점증하는 불안정과 드림랜드를 누가 지배할 것인지에 대한 우려 속에서 빈은 그녀의 공주 게임을 강화해야만 한다.

## 에피소드 목록

### 시즌 1 (2018)
}}
| 번호 | 제목                                                                | 감독                                                                | 작가            | 본 공개 날짜               | 제작 번호       |        |
| --- | ------------------------------------------------------------------- | ------------------------------------------------------------------- | --------------- | -------------------------- | --------------- | ------ |
| 1 | "A Princess, an Elf and a Demon Walk into a Bar" "옛날 옛적 공주가" | "A Princess, an Elf and a Demon Walk into a Bar" "옛날 옛적 공주가" | 드웨인 캐리힐   | 맷 그로닝, 조시 웨인스테인 | 2018년 8월 17일 | 1DNT01 |
| 티비네 '빈' 공주는 드림랜드의 거친 공주이며, 빈터우드의 왕자이자 여왕의 아들인 귀스버트 왕자와 결혼하기로 불행 운명이었다.결혼식 선물을 살피던 빈은 두개의 어두운 이미지에 의해 보내진 루치라는 악마를 발견하고 빈을 악으로 바꾸려 했다.루치는 콩의 결혼이 단순히 그녀의 아버지 왕 쇠그에 의한 더 많은 권력을 얻기 위한 잡이었다고 생각하기 때문에 그녀의 곤경에 공감하는 재미를 좋아하는 말썽꾸러기가 된다.반면에 낙관적인 엘포는 사탕을 만드는 행복한 삶에 환멸을 느낀 엘프는 엘프 영역을 자신의 국민들의 경탄에 많이 남겨둔다.엘포는 불행하게도 칼을 가지고 자신을 조각하는 가이스버트를 거절하는 빈을 목격하기 위해 그 시간에 도착했다.빈, 엘포, 루치가 탈출하는 사이 빈, 그리고 그의 부하들이 그녀를 쫓는 메키메르 왕자가 결혼하기 위해 줄을 서 있다.이 그룹은 한 선녀가 워싱턴 주인인 것으로 판명된 위시마스터에게 연출을 맡기고, 절망적으로 포위되어 벼랑에서 거꾸로 떨어진다. |                                                                     |                                                                     |                 |                            |                 |        |
| 2 | "For Whom the Pig Oinks" "누구를 위하여 돼지를 울리나"              | "For Whom the Pig Oinks" "누구를 위하여 돼지를 울리나"              | 프랭크 마리노   | 데이비드 X 코헨            | 2018년 8월 17일 | 1DNT02 |
| 빈, 엘포, 루치는 그들을 드림랜드로 다시 데려가는 메르키머에 의해 "구조되었다.엘포는 더 많은 마법을 만들기 위해 그의 피를 사용하길 원하는 Sorcerio에 의해 잡혀서 Zøg는 생명의 불꽃을 얻을 수 있다.루시의 제안으로, 빈은 결혼 전에 총각 파티를 갖는 생각으로 메르키메르에게 다가간다.그녀는 또한 Zøg와 Sorcerio의 계획을 발견해서 Elfo의 피를 흘려 그들을 속이기 위해 돼지의 피를 사용한다는 계획을 알아냈다.총각 파티에서는 인어키머가 인어에게 죽임을 당하기를 바라며 전 승무원이 인어섬으로 여행을 떠난다.대신 범인들이 연합군 보잭스인 것으로 드러났지만, 살인적인 보츠에서 그들을 구하는 월러들에게 끌려간다.궁극적으로는 콩이 희망을 잃는다. 그러나 목이 마른 메르키머는 주로 돼지의 피인 '엘프 피'를 발견하고 엘포가 그것을 마시라고 설득해 돼지로 변모시킨다.결혼을 질린 빈은 결혼을 비난했고 쇠그는 마침내 딸과 동의한다.이것은 벤트우드 왕을 화나게 하고 그와 쇠그는 빈과 엘포 그리고 루치가 행복하게 지켜보며 주먹다짐을 하게 된다. |                                                                     |                                                                     |                 |                            |                 |        |
| 3 | "The Princess of Darkness" "악마를 품었다"                          | "The Princess of Darkness" "악마를 품었다"                          | 웨스 아처       | 리치 퓰처                  | 2018년 8월 17일 | 1DNT04 |
| 오나 여왕의 뱀 뿌리의 영향을 받는 동안 빈, 엘포, 루치는 빈에게 그들과 함께 하라고 설득하는 젠더 인식 도둑들을 우연히 만났다.빈은 루치의 권유에 따라 조상의 휴게소에 침입해 귀중품을 훔치지만, 도둑들은 그들을 배신하고 붙잡힌다.모든 사람들이 고양이라고 생각하는 루치가 빈의 개인 악마라는 사실을 모르고, 그들은 빅조라는 이름의 엑소시스트를 고용하기로 결심한다.빅조는 루치를 가까스로 봉쇄하고 떠난다.빈 할머니는 맑고 평화롭다고 생각하지만 엘포는 루시를 되찾아 자신이 다른 악령들과 함께 화산에 떨어질 것이라는 사실을 알아야한다고 확신했다.빈과 엘포는 그들의 귀중품을 챙겨 도둑들에게 다시 돌아오고 그들이 결국 토막을 내리고 화산 속으로 던져지는 빅조에게 간신히 다가간다.이들이 루시를 성공적으로 해방시켰을 때, 엘포는 실수로 빅조의 마차를 굴려 산을 굴러가게 하고, 그 산은 다른 모든 악마들을 세상 속으로 자유롭게 한다. |                                                                     |                                                                     |                 |                            |                 |        |
| 4 | "Castle Party Massacre" "드림랜드 파티 대학살"                      | "Castle Party Massacre" "드림랜드 파티 대학살"                      | 데이비드 D. 오  | 제프 로                    | 2018년 8월 17일 | 1DNT05 |
| 공주로서의 지위와 명성으로 인해 빈은 누구와도 진정한 관계를 가질 수 없다는 사실에 실망한다. Zøg는 중독 된 샘물을 마시고 Oona는 Chazzzzz라는 직원이 Zøg를 자신의 이야기로 고문하기 시작하는 사람들의 스파로 데려간다. 한편 성의 주민들은 파티를 엽니 다. Bean은 이것을 사용하여 누군가와 연결하려고하는 동안 Elfo는 자신의 진정한 감정을 그녀에게 말할 기회를 사용하고 싶어한다. 파티는 Vikings에 의해 갑자기 압도 당하고 리더 Sven은 결국 Bean의 관심을 사로 잡고 Elfo를 화나게한다. 빈과 스벤이 알아 내려고 할 때, 엘포는 그들을 방해하고 우연히 빈이 공주임을 드러낸다. 그런 다음 Sven은 Dreamland를 점령하고 Bean이 그의 편에 서게하려는 진정한 의도를 밝힌다. 트리오 트릭 스벤은 독이 든 분수를 마시고 그와 그의 바이킹을 제거한다. 그들은 Zøg가 도착할 시간에 맞춰 파티를 청소하지만 굴뚝에서 절단 된 신체 부위가 그를 화나게하는 것을 발견한다. 빈, 엘포, 루시는 서로 조용히 일출을 바라 본다. |                                                                     |                                                                     |                 |                            |                 |        |
| 5 | "Faster, Princess! Kill! Kill!" "죽여주는 공주님"                   | "Faster, Princess! Kill! Kill!" "죽여주는 공주님"                   | 이라 셰락       | 라이드 해리슨              | 2018년 8월 17일 | 1DNT06 |
| 파티에 이어, 쇠는 수녀원이 되기 위해 콩을 수녀원으로 보낸다. 그녀는 즉시 쫓겨났고, 조그는 그녀를 모욕한다.'아무것도 좋은 것'. 그녀는 그녀의 하녀 번티, 그녀의 남편 스탠과 그들의 수많은 아이들과 만난다. 빈은 생계를 꾸리기 위해 집행자이자 고문인 스탠에게 견습생으로 일하기로 결심한다. 엘포는 번티와 함께 지내며 그를 너무 많이 아기로 삼고 숲속으로 도망간다. 빈은 그웬이라는 이름의 마녀를 만난다. 그녀를 처형할 때가 되면, 빈은 그것을 할 수 없으며 왕국을 떠날 수 없다. 그녀와 루시는 엘포가 숲으로 달려가 따라갈 때 발 자국을 발견하고, 그곳에서 그는 식인풍론자 인 헨젤과 그레텔이 소유하고 있는 사탕 집에 들어갔다는 것을 알게 된다. 빈과 루시는 엘포를 구출하기 위해 제 시간에 도착하고 콩은 자기 방어에도 불구하고 사탕 도끼로 형제를 죽인다. 그웬은 갑자기 저주에서 치유되고 용서를 떠난다. 조그는 빈에게 자신이 자랑스럽다고 말하지만, 그가 계속해서 벅 이빨을 조롱한다면 그를 죽이겠다고 협박한다. |                                                                     |                                                                     |                 |                            |                 |        |
| 8 | "The Limits of Immortality" "엘포의 비밀"                           | "The Limits of Immortality" "엘포의 비밀"                           | 브라이언 시슬리 | 파트릭 베로 네             | 2018년 8월 17일 | 1DNT08 |
| 퍼레이드 중 엘포는 누군가에게 납치되고 빈은 좀에게 접근해 그를 찾으려 한다.공교롭게도, 소세리오(Sorcerio)는 그웬의 불탄 캔디하우스에서 책을 발견하고 삶의 비밀이 영원 펜던트라는 바이알에 묶여 있다는 것을 알아내고 그들의 탐구에 빈, 루치와 함께 가기로 결심한다.그들은 삶의 불사약을 가져간 전 남편 말푸스로 이끈 그웬을 만나지만 동굴에서 은둔자가 됐다.그는 이 그룹을 여자 그리핀과 마주치는 "세상의 가장자리"로 안내하고, 남성적인 모습을 하고, 이 유리병에 대해 알려준다.빅조는 이 약병을 찾아 빈과 루치를 지렛대로 납치할 수 있어 엘포의 납치범으로 밝혀졌다.그들은 사막의 한가운데에 있는 Lost City of Cremorrah를 발견했고 바이알을 가까스로 찾았고, 반면에 빅조와 그의 조수 Porky는 기사에 의해 정신이 팔렸다.모래로 가득 찬 도시에 빅조를 묻어 탈출한 세 사람.한편, Magentress와 Cloyd라는 Luci를 보낸 이미지들은 Dreamland의 추락을 준비하면서 Bean을 축하한다. |                                                                     |                                                                     |                 |                            |                 |        |
| 9 | "To Thine Own Elf Be True" "엘포의 비밀"                            | "To Thine Own Elf Be True" "엘포의 비밀"                            | 프랭크 마리노   | 시온 타케우치              | 2018년 8월 17일 | 1DNT09 |
| 세 사람은 펜던트와 함께 모험을 마치고 돌아와 엘포의 피를 사용하여 사람들을 다시 살리려고 한다. 그러나 펜던트는 여전히 작동하지 않는다. 전문가가 들어와서 엘포가 진정한 엘프가 아니라는 것을 밝히고, 드림랜드에서 그를 쫓아낸 조그를 분노시한다. 오발은 빈과 루시가 엘포를 찾아엘포를 찾아 서 그와 기사들이 따라갈 수 있게 한다. 빈과 루시는 엘포를 찾아 엘프우드로 데려가 친족과 재회한다. 빈과 루시가 엘프와 어울리는 동안 엘포는 아버지로부터 자신이 반 엘프라는 사실을 알게 되고, 다른 절반은 조그의 남자들이 도착하여 방해를 받고 있다는 사실을 알게 된다. 빈, 엘포, 루시, 엘프들은 나머지 군대가 도착하기 전에 기사들과 싸우고 엘프우드를 봉인하지만, 화살이 엘포를 치명적으로 관통할 때 승리는 오래 가지 못했다. 조그는 자신이 비약을 원하지 않았지만 콩의 어머니 인 다그마르를 되살리기 위해 독으로 돌로 바뀌었지만 어린 콩에 의해 바뀌었다고 밝혔다. 엘프우드의 엘프를 돕기 위해 노력한 후 손수건에 진짜 엘프 피를 흘린 빈은 엘포를 통해 다그마르의 펜던트를 사용하기로 결정한다.                                                                                       |                                                                     |                                                                     |                 |                            |                 |        |
| 10 | "Dreamland Falls" "드림랜드의 몰락"                                 | "Dreamland Falls" "드림랜드의 몰락"                                 | 웨스 아처       | 빌 오클리                  | 2018년 8월 17일 | 1DNT10 |
| 황홀한 Zøg를 포함하여 모두가 기뻐하면서 Dagmar가 왕국에 다시 소개된다. Oona는 즉시 Dagmar를 싫어하고 자신의 입장을 재확인한다. 왕국 전체가 엘포를위한 장례식을 거행한다. 그러나 Dagmar와 Oona는 Elfo의 시체가 바다에 떨어지는 결과로 싸우게된다. Oona는 도망쳐 Odval과 어떤 종류의 거래를 하고 Zøg는 Derek을 탑에서 "안전"하게 유지한다. Dagmar는 Bean과 함께 하루를 보내며 자신이 성취 할 운명이 있다고 선언한다. Zøg는 이전 왕 Zøg의 형 Yøg가 독살되었을 때 그가 어떻게 왕이되었는지와 같은 자신에 대해 Luci에게 더 많은 것을 알려준다. Luci는 Tess가 반환 한 수정 구슬을 사용하여 과거에 일어난 일을 확인한다. 왕국의 주민들은 하나씩 돌로 변하고 Dagmar는 Bean을 비밀 도서관으로 데려 가고 Luci는 Zøg에게 Dagmar가 그 모든 년 전에 그를 독살하려했다는 것을 밝힌다. Dagmar는 모든 Dreamland에 더 많은 독을 방출하여 Zøg와 Derek을 제외한 모든 사람을 돌로 만든다. Luci는 보이지 않는 인물에게 붙잡 혔다. 우리는 그것이 누구인지 모릅니다 (Dagmar 팀의 누군가 일뿐입니다). Dagmar 자신이 아니다. 학점 후 장면에서 Elfo의 시체는 해안으로 씻겨져 신비한 인물에 의해 회수된다. |                                                                     |                                                                     |                 |                            |                 |        |

### 시즌 2 (2019)
| 번호 | 제목                           | 감독       | 작가            | 본 공개 날짜    | 제작 번호 |
| --- | ------------------------------ | ---------- | --------------- | --------------- | --------- |
| 1(11) | "The Disenchantress"           | 알 수 없음 | 2019년 9월 20일 | 1DNT11          |           |
| 쇠그는 드림랜드의 남은 것을 관찰한다.오나는 다그마의 배에 올라 빈에게 경고했지만 다그마에 의해 무력화되었다.그녀는 쫓겨나지만 다그마르의 영원펜던트를 잡고, 닻과 묶인 바다 밑바닥에 놓인다.빈과 다그마르는 매트리스(베키)와 클로이드가 있는 마루에 도착한다.그들은 사실상 다그마의 형제들로, 그들의 종인 제리와 그들의 남동생으로 함께 있다.다그마 부부는 전 부인에게 "외그 가족이 살해와 난폭한 적이 있기 때문에 외그가 이번 여행을 가지 않았으면 좋겠다"고 말했다.빈 씨는 이 말이 사실일 수도 있다고 믿었다.그녀는 천천히 베키와 클로이드를 의심하게 되고 제리의 도움으로 불길한 음모를 발견하게 된다.그녀는 다그마가 왕국을 돌로 만든 사람이었고 오직 사탄 예언을 이루기 위해 태어났다는 것을 발견하고는 소름이 끼친다.빈은 다그마, 클로이드, 베키가 쫓아다니는 지하에서 루치를 찾는다.빈은 그녀와 루치가 탈출하면서 우연히 지하실을 폭파했다.스파이 불꽃을 이용해 엘포가 천국에 있다는 것을 발견하고 말 그대로 지옥에 가서 그를 만날 수 있게 하라고 한다.루치는 헬로 가는 계단을 열고 다그마르는 빈이 초기의 부상으로 천천히 죽은 제리에 의해 쓰러지기 전에 빈과 씨름하기 위해 도착한다.빈과 루치가 하강을 시작한다. |                                |            |                 |                 |           |
| 2(12) | "Stairway to Hell"             | 알 수 없음 | 알 수 없음      | 2019년 9월 20일 | 1DNT12    |
| 쇠는 여전히 돼지 형태로 메르키메르와 마주치는데, 그들은 놀기로 결심한다.보즈크들이 도착하고, 성을 약탈하는 동안 Merkimer를 납치한다.쇠는 보족을 죽이는데 용기와 힘을 되찾는다.한편, 엘포는 빈과 루치의 메시지를 받으면 천국에 있다.하나님을 분노시키려 하지만, 하나님께서는 모욕적이기보다는 모욕적인 것만을 발견하신다.하늘에 떨어진 제리를 모욕한 뒤 하나님은 화를 내며 엘포를 지옥으로 보낸다.빈과 루치는 지옥에 도착해서 엘포도 해냈지만, 고문을 받으러 어딘가로 보내진 것을 발견해요.기록물을 검색하는 동안, 그들은 Luci의 우월한 Asmodium과 대치한다.루시는 콩과 엘포를 속여 지옥에 오게 했고, 아모디움은 그를 승진으로 보상한다.빈과 엘포는 결국 함께 고문을 당하게 되고, 빈이 엘포 대신 어머니를 살리기로 선택했을 때의 일루프를 보게 된다.엘포는 화가 나고 가슴이 아팠고 빈은 그녀의 어머니를 선택했고, 빈은 그것이 그녀의 인생 중 최악의 실수였다고 그에게 말했다.그들이 서로를 모욕하며 루치는 지옥에서 벗어나기 위해 승진 발동의 날개가 필요했기 때문에 그들을 물리치기 위해 도착한다.그 3인방은 아모디움과 맞닥뜨렸고 루시는 다시 한번 그의 친구들을 판다.모디움은 루시를 상위 악마로 만들며, 루시는 그의 새로운 능력을 이용해 그의 친구들을 구한다 - 모디움이 그에게 불멸을 잃을 것이라고 경고했음에도 불구하고.세 친구는 화산을 통해 지옥을 탈출하고, 루치는 날개를 잃는다.그들은 즉시 엘포의 몸을 찾고 빈은 그를 되살리기 위해 그의 영혼을 집어넣는다.세 친구는 신이랑 제리가 하늘에서 바라보면서 서로 행복하게 안아준다. |                                |            |                 |                 |           |
| 3(13) | "The Very Thing"               | 알 수 없음 | 알 수 없음      | 2019년 9월 20일 | 1DNT13    |
| 빈, 엘포, 루치는 인어섬에 있다는 것을 깨닫는다.온천욕을 하며 밤을 보낸 세 사람은 섬에 남겨진 배를 타고 떠난다.그들은 Elfo가 Dagmar를 위해 죽은 채로 남겨진 것에 대해 여전히 속상하고 있는 곳으로 향하지만, 그는 그 사이에 그 감정들을 밀어낸다.그들은 마침내 베른이 그를 배신했다고 믿고, 그들이 겨우 육지에 도착했지만, 그들을 향해 돌을 던지기 시작하는 드림랜드에 도착한다.오나는 선장으로서 아무런 관심도 없는 해적들에 의해 구조된다.선장이 레보라는 요정임을 알아내 인근의 선박을 공격하라고 주문한다.빈은 마침내 쇠와 오나를 간신히 거쳐 해적들이 보물을 찾아 온다.대신 그들은 그들에게 펜던트를 줄 것이다.쇠는 엘포와 레보를 데리고 지하실로 보내서 그를 때려내지만, 레보는 그의 흥미를 돋우는 무언가를 발견하며 엘포는 쇠그의 계획을 드러낸다.리보는 어쨌든 그들을 돕기로 결심하고 나머지 요정들을 모아 그들의 피를 이용해 드림랜드 시민들을 살린다.쇠그와 오나는 이혼을 결심하고, 지금까지 타워에 갇혀 있던 데릭은 잘 받아들인다.오나는 새로운 해적 선장이 되기로 결심하고 드림랜드와 쇠그를 좋은 조건으로 떠난다. |                                |            |                 |                 |           |
| 4(14) | "The Lonely Heart Is a Hunter" | 알 수 없음 | 알 수 없음      | 2019년 9월 20일 | 1DNT14    |
| 빈은 다그 마가 그녀를 방문하고 선반에 있는 오르골을 연주하는 꿈을 계속 꾸고 있다. 그녀를 화나게 한 그녀는 단서를 찾기 시작하고 성 전체에 흩어져있는 마루 비안 상징을 발견한다. 그녀는 동굴에 갇히지 만 오르골을 듣고 무서워 도망쳐 자신의 상자를 부수고 던진다. 엘프는 엘 포가 키시와 재회하는 드림 랜드의 자신의 구역으로 이사했다. 그녀는 루시와 엘포의 억울함을 많이 느끼고 키시가 그를 신경 쓰지 않는다는 루시를 설득하기 위해 전체 시간을 보낸다. 결국 그녀는 자신보다 자신을 더 사랑한다는 사실과 그녀가 가진 수많은 다른 데이트를 깨닫고 Luci와 헤어진다. Zøg는 사랑의 삶에 슬퍼하고 사냥을 하기로 결심하고 곰에서 인간으로 변신하는 셀키 인 Ursula를 만나게된다. 그는 그녀의 거칠고 야만적 인 방식으로 인해 그녀와 함께 그것을 쳤다. Odval의 반대에도 불구하고 Zøg는 그녀를 Dreamland에 환영하고 함께 하루를 보내고 섹스를한다. Ursula가 숲으로 돌아가고 싶을 때 Zøg는 곰 코트를 유지하지만 그녀가 얼마나 불행한지보고 그것을 돌려 주지만, 그녀는 감사하고 작별 인사를한다. 늦게 밤에 빈은 잠을 자다가 새롭게 재건 된 오르골에 깨어난다. |                                |            |                 |                 |           |
| 5(15) | "Our Bodies, Our Elves"        | 알 수 없음 | 알 수 없음      | 2019년 9월 20일 | 1DNT15    |
| 빨래하는 날, 드림랜드의 요정들은 더러운 남은 물을 먹고 병에 걸려요.엘포의 아버지인 팝스가 어떤 병이든 치료할 수 있지만 오가리를 소유하는 전설의 나무를 알려주는 모임을 연다.그들은 "잘생긴" 웨이드 브로디 주니어와 엘포와 빈의 형태로 자원봉사를 하고 루치는 엘프를 "건강"으로 돌리기 위해 뒤에 있다.정글을 여행하는 동안 엘포는 웨이드가 가짜라는 것을 알게 되고 책에서 장난 이야기를 훔치고 있다.포도나무에 공격당하면 그들을 버린다엘포와 빈은 오거마을을 찾지만, 그들은 붙잡히고 웨이드가 죽었다는 것을 발견한다.엘포는 수많은 오물을 꺼내 빈을 구해낸다.그들이 나무를 발견하면, 오그레 여왕이 도착하여 몰래 그들을 위해 열매를 모으도록 돕고 그들에게 탈출하기 위한 비밀 통로를 제공한다.그들이 떠날 때, 여왕은 엘포의 이름을 숙고한다.Elfo와 Bean은 다시 그것을 만들고 Pops가 Elfo의 대학 기금을 훔쳤다고 밝히는 것과 함께 그 열매들을 모든 Elves를 치료하기 위해 사용한다. |                                |            |                 |                 |           |
| 6(16) | "The Dreamland Job"            | 알 수 없음 | 알 수 없음      | 2019년 9월 20일 | 1DNT16    |
| 7(17) | "Love's Slimy Embrace"         | 알 수 없음 | 알 수 없음      | 2019년 9월 20일 | 1DNT17    |
| 8(18) | "In Her Own Write"             | 알 수 없음 | 알 수 없음      | 2019년 9월 20일 | 1DNT18    |
| 빈은 다그마에 대한 악몽을 계속 꾸고 있다.그녀는 Zøg를 통해 그 왕국이 Dreamland라고 불리는 이유는 그 성이 당신의 꿈과 악몽에 영향을 주는 신비한 힘을 포함하고 있고 그것을 극복해야 하기 때문이라는 것을 알게 된다.콩은 밤에 나가서 카페인 지터리를 건너온다.직원인 미리는 빈에게 말 그대로 자신의 감정을 적으라고 설득한다.콩은 루치의 도움으로 글을 쓰기 시작하지만 메키머와 엘포에게 영감을 얻어 대신 연극으로 삼는다.완성한 후, 그녀는 여성들이 연극에서 공연을 할 수 없다는 것을 알고 충격을 받았다.그 대본은 머키머가 직접 판매하지만, 작가로서 신뢰를 받는다.그는 빈에게 돈을 주지만, 그녀는 여전히 신용에 대해 화가 나 있다.오드발과 드루이디스는 쇠에게 연극에 대해 알리고, 그는 그것을 보기로 결심한다.Bean은 Jittery에 들렀고 그녀의 삶에 대해 말하기를 결심한다.쇠는 그 연극을 싫어하고 화가 나서 떠나지만, 방 옆에 들러 빈 소리를 듣는다.그들은 둘 다 다그마가 그들을 배신하고 집으로 향하는 것과 타협한다. |                                |            |                 |                 |           |
| 9(19) | "The Electric Princess"        | 알 수 없음 | 알 수 없음      | 2019년 9월 20일 | 1DNT19    |
| 엘프 골목에 나가 있는 동안 용이 나타나 마을에 불을 지르기 시작한다.빈과 기사들은 그 후 전사와 함께 화살을 발사하며 경쟁을 한다.용은 스카이버트 건더슨이라는 사람이 조종하는 거대한 기계화된 비행선으로 밝혀졌다.스카이버트는 잡혔고, 과학에 대한 왕국의 기본적인 이해 때문에, 그가 마법사라고 믿고 그를 감금한다.궁금한 것은, 빈이 감옥으로 침입하여 그의 동맹국에 연락할 라디오를 만드는 것을 돕는다.그들은 잠수함을 타고 탈출하여 그의 고향인 스팀랜드로 돌아간다.그의 집에 도착하자마자, 스카이버트는 빈에게 머물라고 말하지만, 그녀는 스팀랜드와 많은 이상한 것들을 떠나 탐험한다.그녀는 스카이버트의 직장에 도착했고 그와 그의 동료들이 Zøg를 타도할 계획을 세우고 있다는 것을 알게 되었다.빈은 스카이차량 중 한 대를 탈출하여 스카이버트와 싸운다;그를 노크하고 그의 가방을 가져가는 것.그녀는 그 음모에 대해 Zøg에게 말하는 Dreamland로 돌아갔지만, 실제로 "용의 휘파람"을 두고 다투던 중, 그것은 울려서 Zøg를 쐈다.빈은 쓰러지자마자 옆으로 달려가 몸으로 울었다. |                                |            |                 |                 |           |
| 10(20) | "Tiabeanie Falls"              | 알 수 없음 | 알 수 없음      | 2019년 9월 20일 | 1DNT20    |
| 쇠가 치료를 받기 위해 끌려가면서, 오드발과 드루아데스는 빈에게 그의 "암살"의 책임을 돌렸다.데릭은 왕의 자리에 올랐지만, 오드발은 연기 섭정이다.모두가 콩이 마녀임을 고백하게 만들려 하자, 오드발은 그 왕국을 이어받기로 한다.데릭은 아픈 쇠에게 가서 조언을 받고, 그는 그에게 그의 내장을 들어보라고 한다.재판에서 루시는 빈의 변호사로 활동하며 증인들은 빈 선수가 자신들에게 어떤 식으로 영향을 끼쳤음을 지적한다.엘포는 콩이 어떻게 지옥에 가서 그를 구했는지에 대해 설명하려고 노력하지만, 그의 부실한 설명은 모두가 그녀를 마녀라고 믿게 한다.데릭은 나중에 결정을 내리려고 노력해요.스탠 더 엑세서퍼가 교도소에서 빈, 엘포, 루시를 구출하고, 세 사람은 쇠그를 보러 가서 총알을 제거해요.그들은 붙잡혔고 화형에 처해질 예정이다.데릭은 그걸 할 수 없으니까 오드발도 그러잖아그가 불멸을 잃었다고 루치가 설명하듯, 그들은 땅에 떨어져서 결국 카타콤에 빠지게 된다.그것들은 Trøgs라고 불리는 지하 테라니언들과 그녀가 Bean과 그녀의 친구들과 인사를 할 때 여전히 음악 상자를 가지고 있는 Dagmar에 의해 발견된다. |                                |            |                 |                 |           |

### 시즌 3
| 번호 | 제목                         | 감독       | 작가       | 본 공개 날짜    | 제작 번호 |
| --- | ---------------------------- | ---------- | ---------- | --------------- | --------- |
| 1(21) | "Notes from the Underground" | 알 수 없음 | 알 수 없음 | 2021년 1월 15일 | 추후 공개 |
| 다그마르는 Bean, Elfo 및 Luci를 Trøgs의 집으로 환영한다.빈이 떠나고 싶어 하는 동안, 복잡한 터널은 그녀를 막고 그녀는 마지못해 머물기로 결심한다.그녀는 그녀의 어머니가 무엇을 하고 있는지 더 궁금해했고 엘포는 트뢰그라는 트리시와 관계를 시작한다.쇠그는 부상에서 회복되기 시작하지만, 오드발과 아치 드루이데스는 자기 자신을 주저함에도 불구하고 완전히 죽인다면 펜더가스트에게 그를 죽이라고 알린다.악당들은 데릭을 자신들의 법을 집행하는 데 이용하고 싶어하지만, 메키머의 제안으로, 그는 그들 자신의 규칙을 만들기로 결심하고, 그들의 당황스러움을 많이 준다.터널을 이용해 엘포는 성으로 몰래 들어가 빈이 살아있음을 쇠그에게 알릴 수 있다.빈은 그녀의 아버지가 여전히 살고 다그마를 행복하게 포용한다는 것을 배운다.그날 밤 이후, 빈은 계속해서 동굴을 수색하고 다그마가 그들이 살아있는 동안 트뢰그의 뇌를 먹고 있다는 것을 발견한다.Zøg는 Pendergast와 함께 그의 시신을 관에 보낼 계획이다. 하지만, 아치 드루이디스는 펜더가스트를 죽이고 쇠를 산채로 기른다. |                              |            |            |                 |           |
| 2(22) | "You're the Bean"            | 알 수 없음 | 알 수 없음 | 2021년 1월 15일 | 추후 공개 |
| 다그마의 비밀이 발견된 후, 콩, 엘포와 루치는 이제 죄수로, 해적 리보가 발생하는 지하 감옥에 끝난다.Trixy의 도움으로 트리오 탈출 후, 그녀의 어머니와 Bean의 유사성을 활용하기위한 계획이 고안되었다.그녀는 다그마의 옷을 입고 트로그의 도움을 얻기 위해 시도하는 동안 엘포는 안마사로 다그마를 산만하게한다. 그러나 콩은 Trogs에게 다그마가 사기꾼이라는 것을 설득할 수 있지만, 인격이 발견되었다.동시에, Zøg는 무덤 강탈하는 트로그의 그룹에 의해 압수되고 동굴로 탈출하여 콩과 다른 사람들을 찾기 전에 관을 벗어나려고 노력한다.안타깝게도, 빈은 그녀의 커버를 포용하고, 그들은 곧 다시 다그마의 파악을 벗어나려고 노력한다.그렇게 할 때, 그들은 그것들을 “구원자”로 표시하는 가벼운 상징을 만들고, 콩은 트로그에게 다그마를 던지도록 명령한다. 그녀는 탈출하고 다른 사람들은 동굴을 떠난다.한편, 표면에 해모가 조그 (Zøg)의 미끼로 배치되었고, 데릭은 오발과 고드루이드 (archdruidess)의 소원에 대해 자신의 법령을 구성하기로 결정한다.그의 방에 숨어있는 동안, 데릭은 드림랜드 왕들의 비밀 역사를 가진 책을 발견하지만, 마지막 몇 페이지가 찢어지고, Odval에 의해 발견된다.그날 밤, 오발과 고드루이드 (Archdruidess)는 콩과 회사가 동굴에서 등반하는 것을 관찰한다.                           |                              |            |            |                 |           |
| 3(23) | "Beanie Get Your Gun"        | 알 수 없음 | 알 수 없음 | 2021년 1월 15일 | 추후 공개 |
| 4(24) | "Steamland Confidential"     | 알 수 없음 | 알 수 없음 | 2021년 1월 15일 | 추후 공개 |
| 5(25) | "Freak Out!"                 | 알 수 없음 | 알 수 없음 | 2021년 1월 15일 | 추후 공개 |
| 6(26) | "Last Splash"                | 알 수 없음 | 알 수 없음 | 2021년 1월 15일 | 추후 공개 |
| 엘포와 빈은 탈출을 앞두고 있지만, 엘포는 빈에게 괴물 쇼의 한 지속적인 멤버인 모라를 떠올린다. 그들은 그녀의 탱크에서 그녀를 구출하고 모라의 도움으로 증기선에서 겨우 탈출. 길을 따라 엘포는 증기선과 이상한 관계를 시작하고, 빈은 인어인 모라와 다른 사람들에 대한 자신의 감정을 털어놓고 서로 가까워지게 된다. 그들은 모라가 가족에게 콩을 소개하는 인어 공주 섬에 착륙하고, 그들은 함께 낭만적 인 밤을 가지고있다. 다음 날, 빈은 깨어나모라의 목걸이를 목에 걸지 않았기 때문에 전날 일어난 모든 것이 꿈이었다고 믿고 엘포와 함께 해변을 가로질러 걷는다. 에피소드의 마지막 장면은 목걸이가 해안에서 씻는 것을 보여주며 모라와의 경험이 진짜임을 확인한다. |                              |            |            |                 |           |
| 7(27) | "Bad Moon Rising"            | 알 수 없음 | 알 수 없음 | 2021년 1월 15일 | 추후 공개 |
| 빈은 모라와 함께 하는 동안 혼란에 빠진 드림랜드로 돌아와 여전히 환각이라고 믿지만 사랑스럽게 되돌아간다. 데릭의 결혼식에 참석하기 위해 드림랜드로 돌아온 오나는 그녀를 위로하고 인어와의 만남이 진짜라고 비밀리에 믿는다. 그녀는 나중에 오발과 왕실 의회의 다른 회원들이 그의 동생 요그와 마찬가지로 조그에 대해 음모를 꾸미는 것을 듣기 때문에, 그녀는 루시와 엘포에게 왕국을 보호하기 위해 군대를 키우라고 말하면서 자신의 최근 발견(요그가 그녀의 삶의 사랑이었기 때문에 황폐해진 사람)과 두 팀을 통해 자신의 계획을 훼손하기 위해 오나에게 말한다. 루시와 엘포는 거의 무능한 마을 사람들을 훈련시키는 훈련을 잘 훈련받은 군인이 되지만, 엘포가 트릭시와 보름달의 트로그와 함께 의식을 행하는 것을 본 후 군대는 흩어져 있어 맨엉덩이를 때렸다. 오나와 빈의 계획은 역효과를 내고 그들이 진정으로 누구인지로 드러나고, 조그가 지하실로 내려오면, 그는 그들이 알몸으로 오달을 감시하는 것을 보고 더 나아가 의회의 계획인 하향 나선형으로 내려간다. |                              |            |            |                 |           |
| 8(28) | "Hey, Pig Spender"           | 알 수 없음 | 알 수 없음 | 2021년 1월 15일 | 추후 공개 |
| 메키머 왕자는 시즌 1초에 몸과 돼지의 몸이 바뀌면서 우울해지기 시작한다. 한편, 나뭇잎과 진흙으로 뒤덮인 무서운 괴물이 드림랜드 외곽의 가난한 주민들을 공포에 빠뜨리기 시작한다. 빈은 조사를 위해 도착하고, 돼지의 뇌와 함께 메르키머의 몸임을 발견한다. 그들은 돼지 메르키머가 말하는 메르키머인 척하고, 돈과 무기를 얻기를 바라며 벤트우드에 있는 부모에게 돌려주었다. 그러나 메르키머는 왕자로서의 지위를 되평가하기로 결심하지만, 부모조차 그를 신경 쓰지 않는다는 사실을 알게 되어 슬퍼한다. 휴먼 머키머는 그가 지능을 개발하고 벤트 우드를 인수하고 돼지 메르키머가 그와 합류 한 후 돈으로 콩, 루시와 엘포를 익사하려고 한다고 밝힌다. 돼지 메르키머는 기분이 나쁘고 그들을 구하고, 인간 메르키머를 죽이고, 엘포가 삼켜넣은 돈으로 드림랜드로 돌아온 네 마리의 화살이 그들을 향해 총을 쏘았다. |                              |            |            |                 |           |
| 9(29) | "The Madness of King Zog"    | 알 수 없음 | 알 수 없음 | 2021년 1월 15일 | 추후 공개 |
| 쇠그는 성의 미친 정신 병원에 갇혀, 횡설수설말을 하기 시작한다. 빈은 오발을 아버지에게 말하도록 설득하고, 그에게 다가갈 수 있지만, 나중에 다그마르의 유령을 방문한 후, 그는 도망치고 도시를 돌아다니며 혼란스러워한다. 빈은 그를 따라가고, 결국 그가 가게로 방황하는 것을 발견하고, 그곳에서 그는 벤틸로퀴스트 더미를 구입한다. 그는 더미를 통해 수수께끼와 모욕으로 말하기 시작하고, 오직 콩만이 그가 말하는 것을 진정으로 이해할 수 있다. 녹색 연기 구름이 근처의 산맥을 비우는 것을 볼 수 있을 때, 왕국은 걱정하기 시작한다. 빈은 조그에게 조언을 구하고 다가오는 공격을 준비한다. 그러나, Zøg의 상태는 여전히 악화 될 것으로 보인다. 엘포는 빈이 더미가 말하는 것이 실제로 단서이며 콩이 혼자서 왕국을 운영하고 있다고 상상하고 있다고 인정한다. 마지막으로 조그와 대화를 나눈 후, 빈은 자신의 광기가 얼마나 나쁜지 알고 있다는 것을 깨닫고, 더 나아질 수 있도록 멀리 보내달라고 요청한다. 빈은 차즈즈와 함께 알 수 없는 장소로 그를 보낸다. |                              |            |            |                 |           |
| 10(30) | "Bean Falls Down"            | 알 수 없음 | 알 수 없음 | 2021년 1월 15일 | 추후 공개 |
| 빈 공주는 조그가 왕이 되기에 적합하지 않다고 판단되고 차즈즈(Chazzzzz)로 치료를 위해 빼앗긴 후 여왕으로 선정되었다. 신비한 녹색 연기가 성에 도달하고, 빅 조와 빈, 엘포, 루시에게 무슨 짓을했는지 수정하고자하는 그의 덜 알려진 조수, 돼지 고기것으로 밝혀졌다. 빈은 엑소시스트를 신뢰하지 않고, 비록 그가 변했다고 주장하고, 그를 던전에서 잠그고, 빅 조와 함께 일하고 싶었던 오발의 성가심에 많은 것을 가두었다. 얼마 지나지 않아 오우거는 왕자를 눈멀게 한 엘포를 원하기 위해 도착하지만, 다른 모든 사람들의 소원에 반하여, 그녀는 엘포를 갖지 않고 왕국의 모든 알코올을 그들에게 덤핑하여 그들을 방어한다. 빈, 엘포, 루시는 오우거의 무리가 너무 많아서 혼자 서서 비밀 도서관에 숨겨두는 것이 너무 많다는 것을 깨닫는다. 엘포는 오우거들이 곧 와서 그를 죽일 것이라는 것을 깨닫고(그리고 왕국과 콩의 나머지 부분도) 빈의 공포에 많은 것을 희생하며, 오우거들에게, 그를 죽이는 대신 그를 데려가는다. 다그마르는 비밀 도서관에 연결되는 비밀 엘리베이터에 도착, 루시는 그녀를 저장하려고하지만 엘리베이터 문에 의해 참수되고 죽는다. 다그마르는 빈을 지옥으로 데려가 알바를 닮은 신비한 남자와 결혼한다. 루시는 제리와 하나님과 함께 천국에서 자신을 발견하기 위해 깨어난다, 그의 실망에 많은. |                              |            |            |                 |           |